# Малоярославец
Малоярославец (на руски: Малоярославец) е град в Русия, административен център на Малоярославецки район, Калужка област. Населението на града към 1 януари 2018 е 27 448 души.

## История
За пръв път селището е упоменато през 1402 година, през 1776 година получава статут на град.